# Тандемократія
Тандемократія (інша назва — метод Путіна — Медвєдєва) — спільне управління державою двома особами, за якого вони формально обіймають різні керівні посади, але на практиці обмінюються посадами з метою зберегти політичний вплив.
Тандемократія — це юридична лазівка, яка дає змогу особі, яка вже двічі була президентом країни, переобратися на третій термін, незважаючи на явну конституційну заборону ставати президентом втретє. На відміну від дуумвірату, за якого державою або спільнотою управляють дві рівноправні особи, за тандемократії правителі формально обіймають різні посади і мають різні керівні обов'язки.
Термін «метод Путіна — Медведєва» не є офіційним або широко визнаним політичним чи економічним поняттям. Однак у російському політичному контексті його іноді використовують для опису системи ротації влади, яка спостерігалася у 2008—2012 роках, коли Дмитро Медведєв обіймав посаду президента, а Володимир Путін — прем'єр-міністра, після чого вони знову помінялися місцями.

## Можливі інтерпретації терміна
- Ротація влади — схема, за якої лідери міняються посадами для збереження спадкоємності влади та обходу формальних обмежень.
- Тандемне правління — період 2008—2012 років, коли Путін і Медведєв спільно управляли країною, розподіляючи повноваження.
- Тактичний маневр — спосіб зберегти контроль над політичною системою, уникаючи прямої конфронтації з її конституційними нормами.

## Російська Федерація
Тандемократія стосується періоду спільного управління Російською Федерацією Володимиром Путіним і Дмитром Медведєвим у 2008—2012 роках, коли Путін і Медведєв утворили політичний тандем.
Після першого (2000—2004) і другого (2004—2008) президентських термінів Володимир Путін вже не міг балотуватися на третій президентський термін поспіль, оскільки тодішня Конституція Росії це забороняла. Натомість Путін підтримав кандидатуру Дмитра Медведєва на посаду президента, а сам обійняв посаду прем'єр-міністра. Медведєв був обраний президентом Росії 2008 року.
Хоча формально прем'єр-міністр підпорядковується президенту, багато аналітиків вважають, що реальну владу фактично зберігав Путін. У 2012 році Путін знову повернувся на пост президента, а Медведєв став прем'єр-міністром.

## США
У березні 2025 року про тандемократію почали говорити в контексті заяв президента США Дональда Трампа про можливість балотуватися на третій термін. 22-га поправка до Конституції США забороняє обиратися на посаду президента США більше ніж двічі, але, згідно з повідомленнями ЗМІ, існує юридична лазівка, яка дає Трампові змогу її обійти.
Сценарій передбачає, що Трамп балотуватиметься на посаду віцепрезидента разом із лояльним кандидатом у президенти, який, перемігши на виборах, незабаром іде у відставку, «звільняючи» для Трампа посаду президента. Цей підхід порівнюють із «методом Путіна — Медведєва».